# Казаль-Велино
Казаль-Велино (итал. Casal Velino) — коммуна в Италии, располагается в регионе Кампания, в провинции Салерно.
Население составляет 4578 человек (на 2001 г.), плотность населения составляет 148 чел./км². Занимает площадь 31 км². Почтовый индекс — 84040. Телефонный код — 0974.
Покровителем коммуны почитается  священномученик Власий Севастийский. Праздник ежегодно празднуется 3 февраля.